# 布丽塔·海德曼
布丽塔·海德曼（德語：Britta Heidemann，1982年12月22日—），生于科隆，德国女子重剑运动员。她在2004年夏季奥林匹克运动会上曾作为德国女子重剑队成员之一获得银牌，并于2008年夏季奥林匹克运动会上获得女子重剑个人金牌。她是首个曾包揽三项击剑重大国际赛事（奥运会、世锦赛、欧锦赛）冠军的重剑选手。
海德曼曾于2016年-2024年任国际奥委会委员及国际奥委会运动员委员会委员，同时兼任德国奥林匹克体育同盟执行委员会成员。2024年从国际奥委会委员职位上卸任后，海德曼担任奥林匹克难民基金会董事会成员。
海德曼能讲较为流利的中文，并有一个中文名“小月”。她在90年代中期随父母首次到访中国，后于1998年在北京市第二十五中学交换学习三个月。在大学期间，海德曼曾修读中国研究，学位论文主题为中国新能源产业及相关法律法规。